# DAISOUNAN
『DAISOUNAN』（だいそうなん）は、2009年3月27日にソフトハウスキャラから発売された18禁シミュレーションゲーム。

## 概要
人類が宇宙に進出し宇宙戦争なども経験した未来。事故により無人惑星に漂着した主人公が、他の漂着者と協力したり妨害したりしながら、食料などの必要生活物資を確保しつつ無人惑星を脱出し無事に帰還することを目的としたゲーム。漂着した仲間との友好関係を深め、新たに文化的なものを増やし、サバイバルスキルを増やすことで無人島での生活を楽に暮らしやすくする過程を楽しむ要素もある。なお、ゲームの進め方によりエンディングの異なる、マルチエンディングシステム方式を採用している。

## ストーリー
21XX年。人類が宇宙に進出し何十年も立ち、惑星間旅行が珍しく無い未来となっていた。宇宙船の事故もありえない時代に主人公がのる惑星間航行船エルリッヒ・F・フローミスト号が事故を起こした。脱出警報に従い主人公も一人で降下艇乗り込み脱出しようとした際に雇用主である姫（凪子）が乗り込んできて二人で地球型の惑星に降下する。降下した惑星が無人惑星であることを確認し、脱出と生活のための島を開拓しながらのサバイバル生活が始まる。未開の無人惑星であったが奇妙な原住生物とも出会い、彼らに伝わる伝説により神様と崇められる生活となる。やがて同じく降下艇にて脱出した他の乗客とも合流した矢先に、無人の惑星から修理すれば脱出が出来そうな二人乗りの船を発見する。その船を巡り、修理の為に協力し、乗り込む為に画策するという半協半疑のサバイバル生活となる。さらに敵対する原住の生物も出現。こうして遭難者達の脱出へ向けた生活が始まった。

## システム
行動方針は週初めの会議により週単位で漂着者全員の行動方針が決められる。ただし、凪子と二人の場合は行動方針は凪子の決定（ランダム）で決定される。

### 会議
惑星にいる漂着者達が集まって、一週間の方針を決定する。会議の内容によって、他のキャラクターの行動や行動力が変化し、また会議の方針に従ったかどうかで他のキャラクターからの好感度に影響する。

### アクション
1ターンに行うことの出来るアクションは以下の通りとなっている。1ターンに移動、行動は1回ずつステータスは何度でも行うことが出来る。
- 移動 - 島の他の地域へ移動する。
- 行動
  - 支配 - マップにいる原住生物を配下に加える。
  - 採取 - 食料の収集を行う。
  - 探索 - 資源の収集を行う。
  - 戦闘 - 同一・隣接マップのキャラクター・建築物に対して攻撃を行う。
  - 警備 - 戦闘に対して備える。
  - 料理 - 食材を消費して料理（食料）を製作する。
  - 建設 - 資源を消費して建物を建設する。
  - 会話 - 同一・隣接マップにいる漂着者と会話する。
  - 休憩 - 体力・気力を回復する。
- ステータス - 新たなスキルの獲得や現在所持している素材の確認をする。

## 登場人物
重田 勘九郎（しげた かんくろう）
声 - 原田友貴
主人公。23歳。清倉原に仕える使用人集団の中で使用人見習いとして凪子らに同行していたが、宇宙船の事故に巻き込まれ凪子と共に脱出艇で脱出、無人惑星に不時着した。遭難という緊急事態により姫（凪子）付きの執事に特進。元々は「サムライ・シゲタ」の名で知られた統合地球軍のエースパイロットであったが清倉原に引き抜かれた。なお声はおまけシーンの一部のみにしかついていない。
清倉原 凪子（きよくらはら なぎこ）
声 - 松永雪希
19歳。人類連合の重鎮である清倉原家の跡取り娘。清倉原では女系の跡継ぎを姫と呼ぶ風習があるため、周囲から姫と呼ばれることが多い。設定では頭脳明晰・運動能力抜群となっているものの、無人惑星でのサバイバル生活には対応していないためかゲーム中ではその頭脳が生かされるシーンはあまり多くない。強気でプライドが高いが、周りの人を思いやる優しい心も持っている。原住生物に対して安直なネーミングが多くセンスは良いとはいえない。
井原 頼子（いはら よりこ）
声 - 青山ゆかり
地球で勉強する為に勉学に励む女子学生。頭が良くて気が強い。趣味の範囲が広く、考古学や小説から雑学・オタク的知識など幅広くカバーしている。
夏目 ミコト（なつめ-）
声 - 榊原ゆい
体力に優れた体育会系の女性。気が強く喧嘩っ早い。実家はナツメシップを経営しており清倉原ほどではないがお嬢様である。軍事マニアでもある。
サイリ＝トウシュウ
声 - 海原エレナ
アイドル。リッガー系獣人とのハーフである。アイドルとして売れておらず、これについて本人曰く何でもこなすことが出来るもののこれといったものが無いためとのこと。やや自由奔放とし協調性に欠ける面を持つ。
葛飾 日和
声 - 大波こなみ
OL兼業作家。「愛情の無い愛憎は小僧」を始めとする数々のベストセラー作品を出している。少女型体型をしているが年齢は女性人の中で一番上。
大江 美冬（おおえ みふゆ）
声 - ダイナマイト☆亜美
清倉原にメイドとして仕えている女性。料理も得意だが妄想癖があるという欠点がある。
松尾 健太（まつお けんた）
声 - 植木亨
清倉原専属の運転手を務める老人。元レーサーということもありゲーム中でのマップでの移動力が非常に高く、キャラクター説明には「運転技術は凄いが、無人惑星では活かせる場が無く……」と書かれている点と相反する状態になっている。レース界では超有名人だったらしい。
小林 銀二（こばやし ぎんじ）
声 - 一条光
清倉原で姫（凪子）付きの執事長をしている老人。経験もあってか温厚で落ち着いた物腰が特徴。

## 主題歌
「PanicPlanet～ぱにぷら～」
作詞・作曲：畑亜貴
歌：大野まりな、新堂真弓、小倉結衣、藤邑鈴香